# Fort I Twierdzy Świnoujście
Fort I – duży fort poligonalny, wchodzący w skład pruskiej Twierdzy Świnoujście. Został zbudowany w latach 1848–1860 w miejscu starej szwedzkiej i pruskiej reduty. Fort posiadał ok. 70 dział. W 1864 fort przebudowano – zlikwidowano południową prochownię, a północny (lewy) odcinek wału wraz z drugą prochownią przebudowano w dwukondygnacyjną podwalnię, osłoniętą od strony morza podwójnym wałem. Fort wysadzony i rozebrany został w latach 70. XX wieku w związku z rozbudową portu w Świnoujściu.